# ノアぷ〜
『ノアぷ〜』は、2009年4月4日深夜（4月5日未明）から7月25日深夜（7月26日未明）にかけてテレビ大阪ローカルで放送されていたプロレスリング・ノアの試合中継・情報番組である。

## 概要
原則として毎週土曜日深夜（日曜日未明）3時05分から3時35分に放送。題字は、ノアの社長だった三沢光晴（放送期間中の6月13日に死去）が手がけたものである。
大阪地区では2008年9月に、読売テレビがキー局日本テレビ製作の『プロレスリング・ノア中継』を打ち切ったため、実質半年間の中断後に放送局を変えて再開する形となった。地上波としても、2009年3月に日本テレビが地上波でのノア中継を打ち切ったため、大阪府限定ながらそれを引き継ぐ形となった。
番組は試合中継のほか、選手へのインタビューコーナーや選手が出演したイベントの映像を放送することもあった。試合映像はFIGHTING TV サムライなどから提供されたもので、KENTAや潮崎豪らの海外での試合が多かった。映像ソースの質、試合内容の質はピンキリだった。
同番組の終了により、ノアの地上波中継番組は完全消滅した。

## 出演者
- ナレーション・実況：若林健治
- 解説：仲田龍（プロレスリング・ノア統括本部長）、西永秀一（プロレスリング・ノアレフェリー、渉外部長）